# Караногайский диалект
Караногайский диалект — диалект ногайского языка, распространенный преимущественно в Дагестане, в частности, в Ногайском, Бабаюртовском и Кизлярском районах, а также в Шелковском районе Чечни, и в Нефтекумском районе Ставропольского края.
Фонетические особенности караногайского диалекта:
- Преимущественный й в начальной позиции (вместо ж ~ дж в других диалектах);
- Регрессивная ассимиляция в сочетании нл > лл в словах типа куьллер ’дни’, в отличие от акногайского диалекта, где ассимиляция в сочетании нл факультативна, и собственно ногайского, где характерна обратная, прогрессивная ассимиляция нл > нн;
- Более редкое употребление фонемы аь, особенно в языке старшего поколения.

К грамматическим особенностям относят:
- Причастный аффикс -аджак/-эджек (вместо -аяк/-эек и -ыяк/-иек в других диалектах);
- Особая форма направительного падежа личных и указательных местоимений, например: магар ’мне’; сагар ’тебе’; огар ’ему’; бугар ’этому’; согар ’тому самому’; огар ’тому’ (вместо мага, сага, ога, буга, сога, ога в других диалектах);
- Особая форма повелительного наклонения 2 лица множественного числа, например: барайынъыз ’идите’ (вместо барынъыз в других диалектах).

Как отмечают исследователи, караногайский диалект сближается с литературным ногайским языком, но отличается от последнего значительным влиянием кумыкского языка.